# Episodi di Avvocati di famiglia (prima stagione)
La prima stagione della serie televisiva Avvocati di famiglia è trasmessa in Canada su Global dal 16 settembre al 19 novembre 2021.
In Italia la stagione è stata trasmessa in prima visione assoluta su Sky Investigation dal 6 luglio al 3 agosto 2021 con un doppio episodio a settimana.
| N° | Titolo originale       | Titolo italiano | Prima TV Canada   | Prima TV Italia |
| -- | ---------------------- | --------------- | ----------------- | --------------- |
| 1  | Sins of the Fathers    | Episodio 1      | 16 settembre 2021 | 6 luglio 2021   |
| 2  | Parenthood             | Episodio 2      | 24 settembre 2021 | 6 luglio 2021   |
| 3  | Addicted to Love       | Episodio 3      | 1º ottobre 2021   | 13 luglio 2021  |
| 4  | Mama Don’t Preach      | Episodio 4      | 8 ottobre 2021    | 13 luglio 2021  |
| 5  | Until Death Do Us Part | Episodio 5      | 15 ottobre 2021   | 20 luglio 2021  |
| 6  | Baby Off Board         | Episodio 6      | 22 ottobre 2021   | 20 luglio 2021  |
| 7  | Three’s Company        | Episodio 7      | 29 ottobre 2021   | 27 luglio 2021  |
| 8  | Truthiness             | Episodio 8      | 5 novembre 2021   | 27 luglio 2021  |
| 9  | Blame it on the Mother | Episodio 9      | 12 novembre 2021  | 3 agosto 2021   |
| 10 | Legacy                 | Episodio 10     | 19 novembre 2021  | 3 agosto 2021   |